# Campeonato Mundial de Atletismo em Pista Coberta de 2008

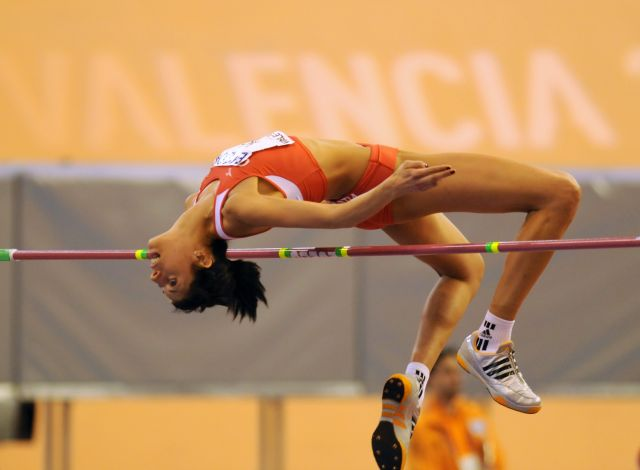
Blanca Vlašić, campeã da prova de salto em altura.

O Campeonato Mundial de Atletismo em Pista Coberta de 2008, foi realizado em Valência, na Espanha, no Palacio de Esportes Luis Puig.

## Países Participantes
Participaram 646 atletas (374 homens e 272 mulheres) de 158 federações nacionais afiliadas a IAAF.

## Resultados

### Masculino
| Masculino                        |                                                                           |                                                                               |                                                                                      |
| Evento:                          | Ouro:                                                                     | Prata:                                                                        | Bronze:                                                                              |
| 60 metros detalhes               | Olusoji Fasuba                                                            | Dwain Chambers Kim Collins                                                    |                                                                                      |
| 400 metros detalhes              | Tyler Christopher                                                         | Johan Wissman                                                                 | Chris Brown                                                                          |
| 800 metros detalhes              | Abubaker Kaki Khamis                                                      | Mbulaeni Mulaudzi                                                             | Yusuf Saad Kamel                                                                     |
| 1 500 metros detalhes            | Deresse Mekonnen                                                          | Daniel Kipchirchir Komen                                                      | Juan Carlos Higuero                                                                  |
| 3 000 metros detalhes            | Tariku Bekele                                                             | Paul Kipsiele Koech                                                           | Abreham Cherkos                                                                      |
| 60 metros com barreiras detalhes | Liu Xiang                                                                 | Allen Johnson                                                                 | Evgeni Borisov Staņislavs Olijars                                                    |
| Salto em altura detalhes         | Stefan Holm                                                               | Yaroslav Rybakov                                                              | Kyriakos Ioannou Andra Manson                                                        |
| Salto com vara detalhes          | Evgeni Lukianenko                                                         | Brad Walker                                                                   | Steven Hooker                                                                        |
| Salto em distância detalhes      | Godfrey Khotso Mokoena                                                    | Christopher Tomlinson                                                         | Mohamed Salman al-Khuwalidi                                                          |
| Salto triplo detalhes            | Phillips Idowu                                                            | Arnie David Girat                                                             | Nelson Évora                                                                         |
| Arremesso de peso detalhes       | Christian Cantwell                                                        | Reese Hoffa                                                                   | Tomasz Majewski                                                                      |
| 4x400 metros detalhes            | Estados Unidos · James Davis · Jamaal Torrance · Greg Nixon · Kelly Wilie | Jamaica · Michael Blackwood · Edino Steele · Adrian Findlay · DeWayne Barrett | República Dominicana · Arismendy Peguero · Carlos Santa · Pedro Mejía · Yoel Tapia · |
| Heptatlo detalhes                | Bryan Clay                                                                | Andrei Krauchanka                                                             | Dimitri Karpov                                                                       |

### Feminino
| Feminino                         |                                                                                        |                                                                                            |                                                                                                |
| Evento:                          | Ouro:                                                                                  | Prata:                                                                                     | Bronze:                                                                                        |
| 60 m detalhes                    | Angela Williams · Estados Unidos · 7,06 s                                              | Jeanette Kwakye · Reino Unido · 7,08 s                                                     | Tahesia Harrigan · Ilhas Virgens Britânicas · 7,09 s                                           |
| 400 m detalhes                   | Olesia Zykina · Rússia · 51,09                                                         | Natalia Nazarova · Rússia · 51,10                                                          | Shareese Woods · Estados Unidos · 51,41                                                        |
| 800 m detalhes                   | Tamsyn Lewis · Austrália · 2:02,58                                                     | Tetiana Petliuk · Ucrânia · 2:02,66                                                        | Maria de Lurdes Mutola · Moçambique · 2:02,97                                                  |
| 1 500 m detalhes                 | Elena Soboleva · Rússia · 3:57,71 (RM)                                                 | Yulia Fomenko · Rússia · 3:59,41                                                           | Gelete Burka · Etiópia · 3:59,75                                                               |
| 3 000 m detalhes                 | Meseret Defar · Etiópia · 8:38,79                                                      | Meselech Melkamu · Etiópia · 8:41,50                                                       | Mariem Alaui Selsuli · Marrocos · 8:41,66                                                      |
| 60 metros com barreiras detalhes | LoLo Jones · Estados Unidos · 7,80                                                     | Candice Davis · Estados Unidos · 7,93                                                      | Anay Tejeda · Cuba · 7,98                                                                      |
| Salto de altura detalhes         | Blanka Vlašić · Croácia · 2,03 m                                                       | Elena Slesarenko · Rússia · 2,01 m                                                         | Vita Palamar · Ucrânia · 2,01 m                                                                |
| Salto com vara detalhes          | Yelena Isinbayeva · Rússia · 4,75                                                      | Jennifer Stuczynski · Estados Unidos · 4,75                                                | Monika Pyrek · Polónia / · Fabiana Murer · Brasil · 4,70                                       |
| Salto em distância detalhes      | Naide Gomes · Portugal · 7,00                                                          | Maurren Higa Maggi · Brasil · 6,89                                                         | Irina Simagina · Rússia · 6,88                                                                 |
| Salto triplo detalhes            | Yargelis Savigne · Cuba · 15,05                                                        | Marija Šestak · Eslovênia · 14,68                                                          | Olga Rypakova · Cazaquistão · 14,58                                                            |
| Arremesso de peso detalhes       | Valerie Vili · Nova Zelândia · 20,19                                                   | Meiju Li · China · 19,09                                                                   | Misleydis González · Cuba · 18,75                                                              |
| 4x400 metros detalhes            | Rússia · Yulia Gushchina · Tatiana Levina · Natalia Nazarova · Olesia Zykina · 3:28,17 | Bielorrússia · Anna Kozak · Irina Khliustava · Sviatlana Usovich · Ilona Usovich · 3:28,90 | Estados Unidos · Angel Perkins · Miriam Barnes · Shareese Woods · Moushaumi Robinson · 3:29,30 |
| Heptatlo detalhes                | Tia Hellebaut · Bélgica · 4867 pts.                                                    | Kelly Sotherton · Reino Unido · 4852 pts.                                                  | Anna Bogdanova · Rússia · 4753 pts.                                                            |

- (RM) -  Récord mundial

## Medalhas
| Ordem | País                     | Medalha de ouro | Medalha de prata | Medalha de bronze | Total |
| ----- | ------------------------ | --------------- | ---------------- | ----------------- | ----- |
| 1     | Estados Unidos           | 5               | 5                | 3                 | 13    |
| 2     | Rússia                   | 4               | 3                | 3                 | 10    |
| 3     | Etiópia                  | 4               | 1                | 1                 | 5     |
| 4     | Reino Unido              | 1               | 4                | 0                 | 5     |
| 5     | Cuba                     | 1               | 1                | 2                 | 4     |
| 6     | China                    | 1               | 1                | 0                 | 2     |
| 6     | África do Sul            | 1               | 1                | 0                 | 2     |
| 6     | Suécia                   | 1               | 1                | 0                 | 2     |
| 9     | Austrália                | 1               | 0                | 1                 | 2     |
| 9     | Portugal                 | 1               | 0                | 1                 | 2     |
| 11    | Bélgica                  | 1               | 0                | 0                 | 1     |
| 11    | Canadá                   | 1               | 0                | 0                 | 1     |
| 11    | Croácia                  | 1               | 0                | 0                 | 1     |
| 11    | Nova Zelândia            | 1               | 0                | 0                 | 1     |
| 11    | Nigéria                  | 1               | 0                | 0                 | 1     |
| 11    | Sudão                    | 1               | 0                | 0                 | 1     |
| 17    | Bielorrússia             | 0               | 2                | 0                 | 2     |
| 17    | Quênia                   | 0               | 2                | 0                 | 2     |
| 19    | Bahrein                  | 0               | 1                | 1                 | 2     |
| 19    | Brasil                   |                 | 1                | 1                 | 2     |
| 19    | Ucrânia                  |                 | 1                | 1                 | 2     |
| 22    | Jamaica                  | 0               | 1                | 0                 | 1     |
| 22    | São Cristóvão e Neves    | 0               | 1                | 0                 | 1     |
| 22    | Eslovênia                | 0               | 1                | 0                 | 1     |
| 25    | Cazaquistão              | 0               | 0                | 2                 | 2     |
| 25    | Polónia                  | 0               | 0                | 2                 | 2     |
| 27    | Bahamas                  | 0               | 0                | 1                 | 1     |
| 27    | Ilhas Virgens Britânicas | 0               | 0                | 1                 | 1     |
| 27    | Bulgária                 | 0               | 0                | 1                 | 1     |
| 27    | Chipre                   | 0               | 0                | 1                 | 1     |
| 27    | República Dominicana     | 0               | 0                | 1                 | 1     |
| 27    | Letônia                  | 0               | 0                | 1                 | 1     |
| 27    | Marrocos                 | 0               | 0                | 1                 | 1     |
| 27    | Moçambique               | 0               | 0                | 1                 | 1     |
| 27    | Arábia Saudita           | 0               | 0                | 1                 | 1     |
| 27    | Espanha                  | 0               | 0                | 1                 | 1     |
|       | Total                    | 26              | 27               | 28                | 81    |